# ズンドウェオゴ県
ズンドウェオゴ県(Zoundwéogo Province)は、ブルキナファソの中南部地方の県。
2006年の人口は約24.5万人。
県都はマンガ。

## 下位行政区画

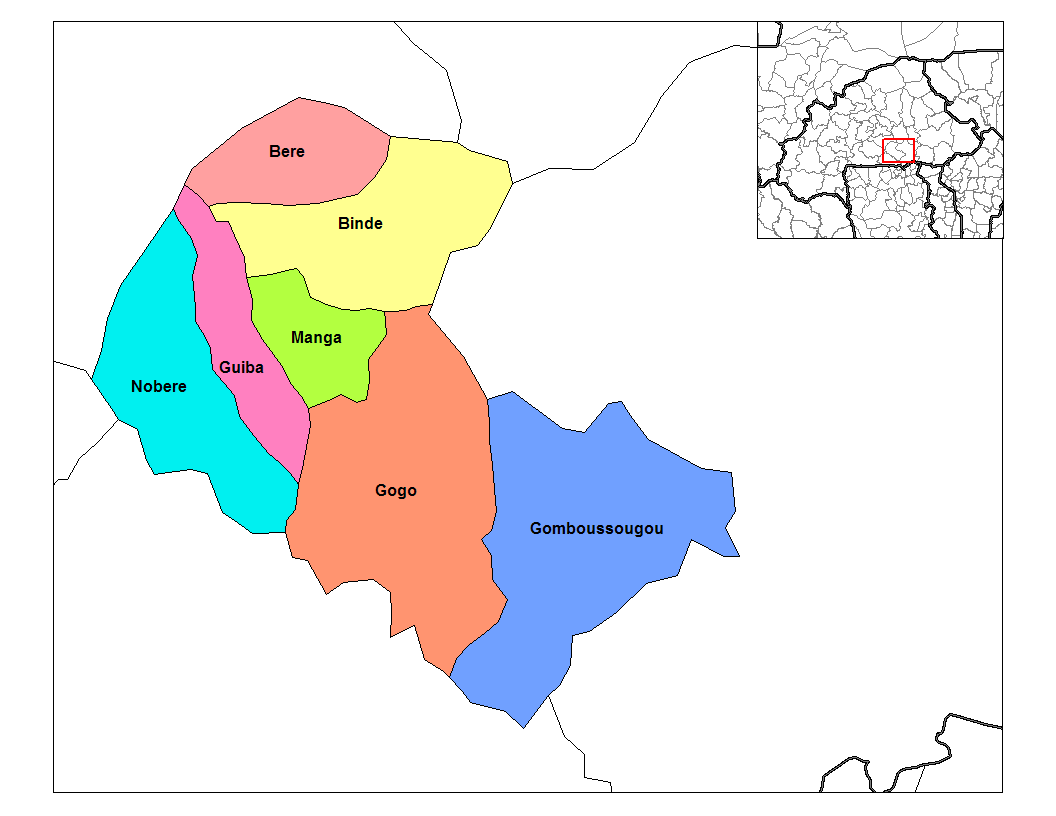
ズンドウェオゴ県の郡

ズンドウェオゴ県にはマンガ、ベレ、ビンデ、Gomboussougo、グイバ、ノベレ、ゴゴの7つの郡がおかれている。

## 隣接する県
- バゼガ県
- ガンズル県
- ブルグ県
- ナウリ県